# Grand Prix Eifelu Formuły 1
Grand Prix Eifelu – eliminacja rozgrywana w ramach sezonu 2020 Mistrzostw Świata Formuły 1.

## Historia
Po raz pierwszy wyścig Mistrzostw Świata na Nürburgringu odbył się w 1951 roku. Do 1976 roku zawody odbywały się na pętli Nordschleife o długości 22,8 km. W sezonie 1984 zainaugurowano zawody Formuły 1 na wersji Grand Prix Strecke, która była gospodarzem mistrzostw do 2013 roku. Następnie Nürburgring nie organizował już zawodów Formuły 1, a Grand Prix Niemiec odbywało się na Hockenheimringu.
W pierwotnej wersji kalendarza Formuły 1 na sezon 2020 nie znajdowało się Grand Prix Niemiec, ponadto kalendarz nie uwzględniał zawodów na torze Nürburgring. Jednakże w związku z pandemią COVID-19 kalendarz uległ znaczącym modyfikacjom. 24 lipca 2020 roku potwierdzono organizację zawodów na Nürburgringu, wyznaczając termin na 11 października. Jako że prawo do nazwy „Grand Prix Niemiec” posiada Automobilclub von Deutschland, a organizatorem rundy jest ADAC, eliminacja otrzymała nazwę „Grand Prix Eifelu”. Nürburgring organizował wcześniej wyścigi Mistrzostw Świata Formuły 1 o Grand Prix Niemiec, Europy i Luksemburga.

## Zwycięzcy Grand Prix Eifelu
| Sezon | Kierowca       | Konstruktor | Tor         |        |
| ----- | -------------- | ----------- | ----------- | ------ |
| 2020  | Lewis Hamilton | Mercedes    | Nürburgring | Wyniki |
| Sezon | Kierowca       | Konstruktor | Tor         |        |